# Новоивановский сельсовет (Ивановский район)
Новоива́новский сельсове́т — упразднённое сельское поселение в Ивановском районе Амурской области.
Административный центр — село Среднебелое.

## История
16 февраля 2005 года в соответствии с Законом Амурской области № 440-ОЗ муниципальное образование наделено статусом сельского поселения.
Упразднён в январе 2021 года в связи с преобразованием муниципального района в муниципальный округ.

## Население
| 2002 | 2010  | 2011  | 2012  | 2013  | 2014  | 2015  |
| ---- | ----- | ----- | ----- | ----- | ----- | ----- |
| 990  | ↗1780 | ↘1773 | ↘1420 | ↘1242 | ↘1148 | ↘1041 |
| 2016 | 2017  | 2018  |       |       |       |       |
| ↘930 | ↘827  | ↘798  |       |       |       |       |

## Состав сельского поселения
| № | Населённый пункт | Тип населённого пункта       | Население |
| - | ---------------- | ---------------------------- | --------- |
| 1 | Полевое          | село                         | ↗82       |
| 2 | Среднебелое      | село, административный центр | ↘716      |